# Гарабет Ібреїляну
Гарабет Ібреїляну (рум. Garabet Ibrăileanu; 23 травня 1871, Тиргу-Фрумос — 11 березня 1936, Бухарест) — румунський прозаїк, літературний критик, перекладач, мовознавець, історик літератури, соціолог, редактор. Професор Ясського університету (1908-1934). Доктор наук. Академік Румунської академії (посмертно в 1948).

## Біографія

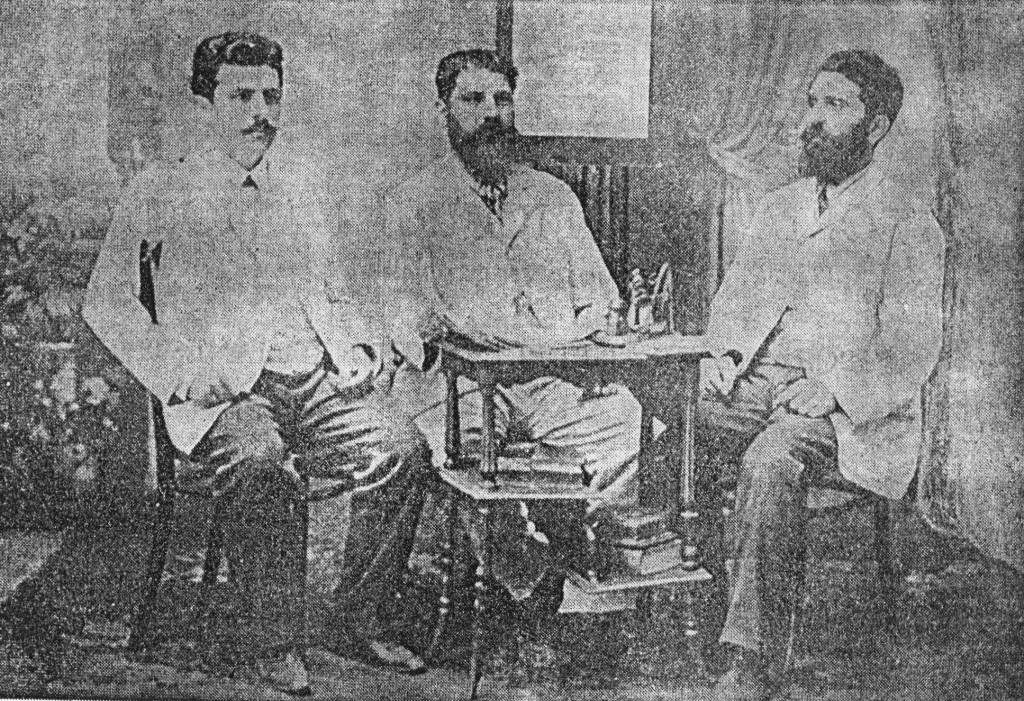
Гарабет Ібреїляну (праворуч)

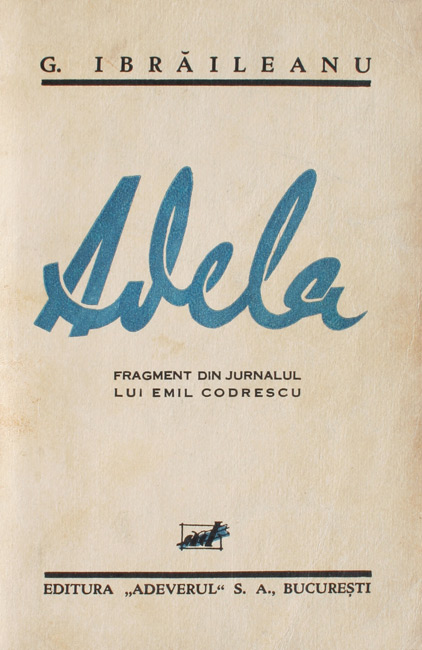
Роман «Адела». 1933

Вірменин за походженням. У 1890-1895 навчався на факультету філософії, історії та літератури Ясського університету. Після закінчення університету - викладач гімназії в місті Бакеу, потім (з 1908) - в Ясському університеті (з 1912 - професор).
У 1890-х захопився ідеями соціалізму і почав співпрацювати з лівою пресою - газетами «Munca» і «Adevărul», що мали політичний зміст, ліву соціальну і літературну орієнтацію.
Прихильник ідей К. Доброджану-Ґеря, який зближуючись з марксизмом, розвивав ідеї народництва.
Вважається першим наставником таких видних представників культури Румунії, як М. Садовяну, Й. Агирбічану, Й. Теодоряну, Ґ. Ґалактіон, О. Ґоґи, Д. Топирчану і Т. Аргезі.
Разом з Константином Стере і П. Бужором в 1906-1933 (з перервою в роки Першої світової війни 1914-1918) редагував щомісячний літературний журнал «Viaţa Românească» («Румунське життя»), будучи його ідейним керівником.

## Творчість
Як критик дебютував в 1908. Багато своїх робіт видав під псевдонімом Цезар Враджа і Веракс.
У своєму першому великому есе «Spiritul critic în cultura românească» (1908), проаналізував тенденції в румунській літературі починаючи з 1840 по 1880.
У роботі «Критицизм в румунській культурі» (1909) показав, що демократичні національні традиції розвивалися в зв'язку з освоєнням європейських культурних цінностей.
Виступав за розвиток реалізму в румунській літературі (книги «Нотатки і враження», 1920; «Румунські та зарубіжні письменники», 1926; «Літературні дослідження», 1931; «Культура і література», 1933).
Автор книги афоризмів (1930) і класичного роману - «Адела» (1933).
Критикуючи теорію «мистецтво для мистецтва», Ібреїляну писав, що твори мистецтва не діляться на дві категорії: одні з тенденціями, інші - ні; будь-який твір мистецтва має свою тенденцію («Знову тенденціонізм в мистецтві» - «Iar tendentionismul în artă!», «Viaţa Romînească», 1915, No 7-9).
Він стверджував, що кожен народ має свої характерні риси, які повинні знайти відображення в літературі. Критика мистецтва, що розглядається їм як справжня наука, повинна бути багатосторонньою, що досліджує художні явища з естетичної, соціальної, психологічної та інших сторін.

## Вибрані твори
- Scriitori şi curente («Писатели и тенденции», 1909);
- Opera literară a d-lui Vlahuţă, 1912;
- Literatura şi societatea , 1912;
- Pagini alese, v. 1—2, Бухарест, 1957;
- Scriitori români şi strǎini, v. 1—2, Бухарест, 1968 (библ. с. 431—32);
- Studii literare, Бухарест, 1968 (библ. с. 301—302).